# Flex (przedsiębiorstwo)

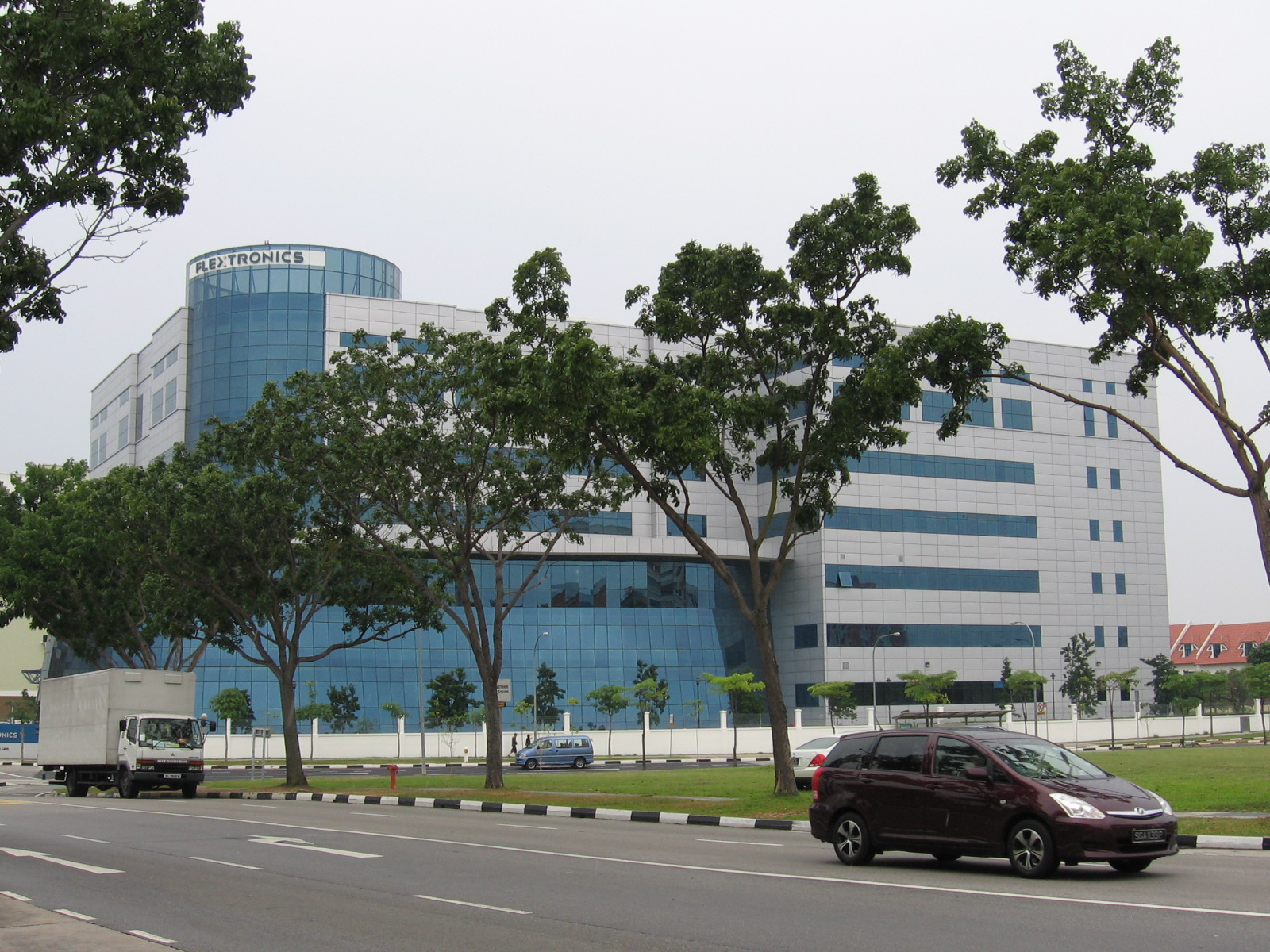
Siedziba firmy w Singapurze

Flex (do 2015 Flextronics International Ltd.) – spółka z siedzibą w Singapurze oferująca projektowanie i produkcję urządzeń dla klientów (OEM) z wielu sektorów. Oferuje również usługi w łańcuchu dostaw (m.in. pakowanie, transport i obsługę posprzedażową).

## Opis
Przedsiębiorstwo posiada klientów z wielu sektorów m.in. elektronicznego, telekomunikacyjnego, metalowego, AGD, motoryzacyjnego, lotniczego i medycznego. Posiada ponad 130 zakładów produkcyjnych w 30 krajach, w których zatrudnia ok. 200 tys. pracowników.

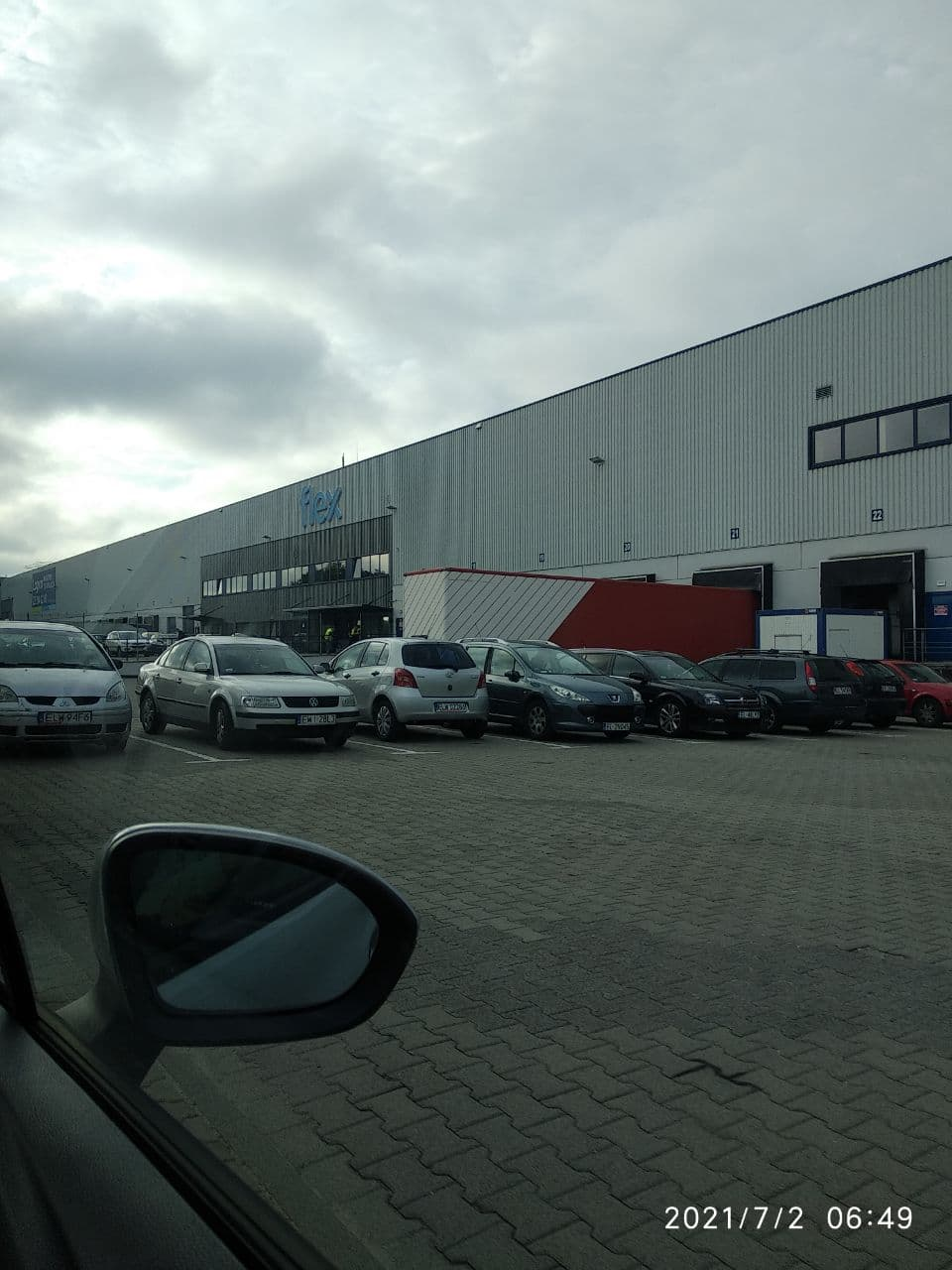

W lipcu 2015 spółka zmieniła nazwę na Flex. Powodem była zmiana profilu działalności firmy z kontraktowej produkcji elektroniki na rzecz coraz bardziej kompleksowych usług i rozwiązań.

## Działalność w Polsce
Spółka posiada trzy oddziały w Polsce: w Tczewie, Woli Rakowej oraz w Łodzi.
Flex w Tczewie powstał w 2000. Pod koniec 2017 roku zatrudnia ok. 3,5 tys. pracowników. Kompleks produkcyjny zlokalizowany na terenie Pomorskiej Specjalnej Strefy Ekonomicznej składa się z pięciu budynków o łącznej powierzchni ok. 95 tys. m². W pierwszej hali wytwarzane są obudowy i części metalowe, w drugiej odbywa się montaż płytek elektronicznych, modułów oraz urządzeń elektronicznych, natomiast funkcja trzeciego budynku to wysokie składowanie produktów, zarządzania nimi oraz dystrybucja produktów wytworzonych w dwóch sąsiednich halach. Czwarty budynek jest dedykowany pod montaż manualny, natomiast piąty, najnowszy budynek, to przestrzeń magazynowa. Firma oferuje w Tczewie szeroki zakres usług od zaprojektowania produktu, produkcję, aż po kompleksowe usługi dystrybucyjne i logistyczne. W 2016 spółka została laureatem XXII edycji konkursu Polska Nagroda Jakości w kategorii „Wielka organizacja produkcyjno-usługowa”.
Flex w Łodzi świadczy usługi logistyczne.